# Tom Barlow
Thomas Bryan Barlow, detto Tom (Trenton, 9 luglio 1896 – Point Pleasant, 26 settembre 1983), è stato un cestista statunitense, uno dei primi giocatori professionisti.

## Carriera
Riscosse molto successo con i Philadelphia Sphas e i Philadelphia Warriors nella ABL (1926-1932). È stato introdotto nella Basketball Hall of Fame nel 1981.